# Ponte di corda inca

Ponte di recente ricostruzione, l'ultimo del suo genere

I ponti di corda inca erano ponti sospesi semplici situati sopra a canyon e ponghi per permettere gli spostamenti all'interno dell'impero inca. Questo genere di ponti era sufficiente per  le necessità inca poiché questo popolo non effettuava il trasporto su ruota e il traffico era limitato a pedoni e mandrie di animali. Questi ponti erano una parte intrinseca del sistema stradale inca, ed un buon esempio di ingegneria inca. Venivano solitamente usati dai chaski, corridori che consegnavano messaggi in tutto l'impero.

## Descrizione
La costruzione di questi ponti prevedeva l'uso di una coppia di massi che bloccavano le corde su ogni lato del canyon, e massicci cavi in erba intrecciata che univano tra loro i due piloni. Altri due cavi fungevano da parapetto detto anche passamano. I cavi che formavano il pavimento erano rinforzati con rami intrecciati. Questo sistema rendeva i ponti talmente resistenti da permettere il passaggio anche agli spagnoli a cavallo. I ponti erano pesanti, tanto da tendere ad afflosciarsi nel mezzo, permettendo così al vento forte di farli oscillare.
Parte della forza e dell'affidabilità del ponte derivava dal fatto che ogni cavo veniva sostituito ogni anno dagli abitanti locali, come parte del servizio di mita che dovevano agli Inca. In alcune circostanze, i contadini avevano il solo compito di manutenere il ponte riparandolo, cosicché il sistema stradale inca fosse sempre efficiente.
I più grandi ponti di questo tipo furono realizzati sul il fiume Apurimac, lungo la strada principale che portava a nord fino a Cuzco. Questi ponti attraversavano un canyon ampio 67 metri, ad un'altezza di 36 metri dal fiume sottostante.

## Ricostruzione dell'ultimo ponte
Dopo un intero anno di utilizzo, l'ultimo ponte di corda inca si allenta e deve essere sostituito per garantirne la sicurezza. Nonostante sia presente un moderno ponte nelle vicinanze, gli abitanti locali mantengono vive l'antica tradizione e le conoscenze di costruzione rinnovando periodicamente il ponte (ogni ponte dura circa due anni). Molte famiglie si assumono l'incarico di preparare numerose corde di erba per preparare i cavi, mentre altri preparano gli stoini per la pavimentazione del ponte, e la sua ricostruzione diventa uno sforzo di tutta la comunità. In tempi antichi questo lavoro rappresentava un tipo di tassa, e gli abitanti locali erano obbligati ad effettuare la ricostruzione; al giorno d'oggi il lavoro è svolto per onorare gli antenati e la Pachamama (madre terra). L'evento è stato filmato dalla serie TV Nova e dalla BBC, e nel documentario Big CitiesI- Cusco - il ponte della solidarietà di Renato Targherlini ed è diventata una piccola attrazione turistica, grazie anche al pagamento di piccoli pedaggi per coloro che vogliono attraversare il ponte.

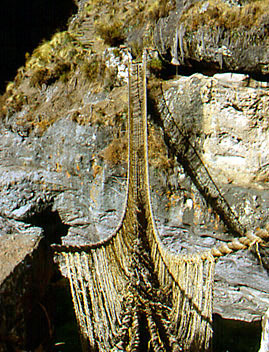
Il vecchio ponte si allenta (Sequenza di immagini)
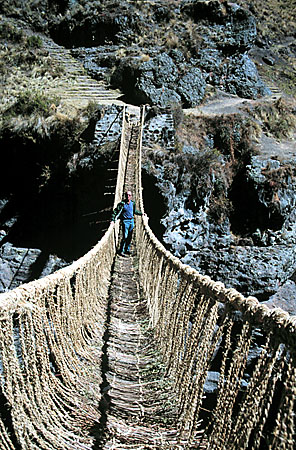
Da notare quanto il ponte nuovo sia più teso
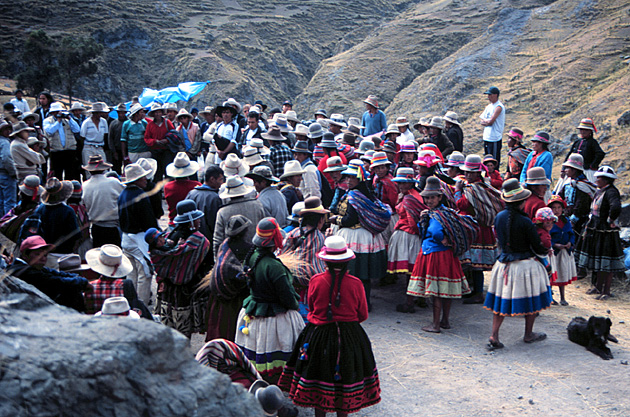
I costruttori si riuniscono durante il lavoro di rinnovamento
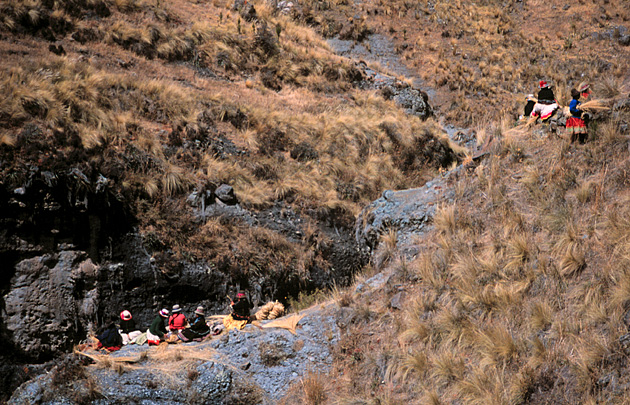
Preparazione dei cavi laterali
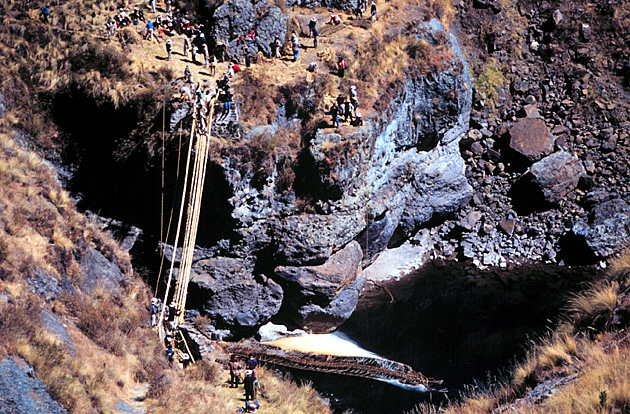
Il cavo principale ed i passamani sono in posizione
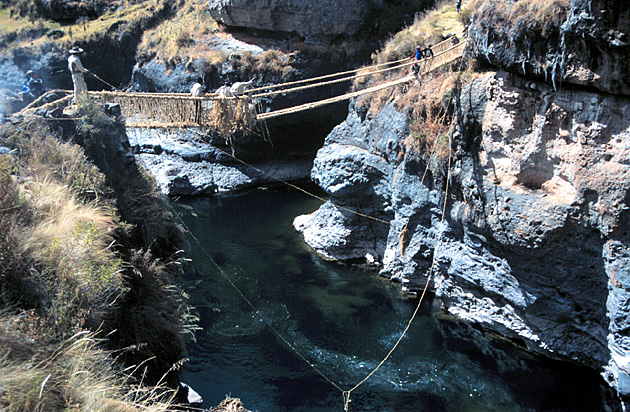
Legatura dei passamani ai cavi principali
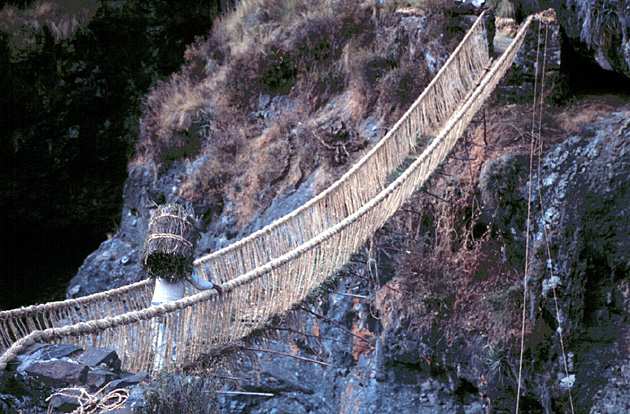
Stesura degli stoini sul pavimento del ponte
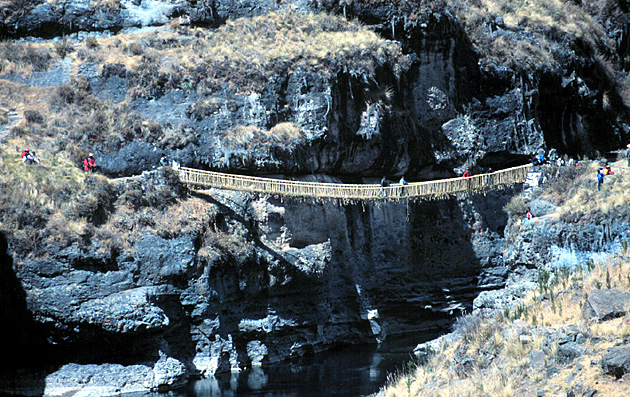
Il ponte nuovo è ora pronto per l'uso
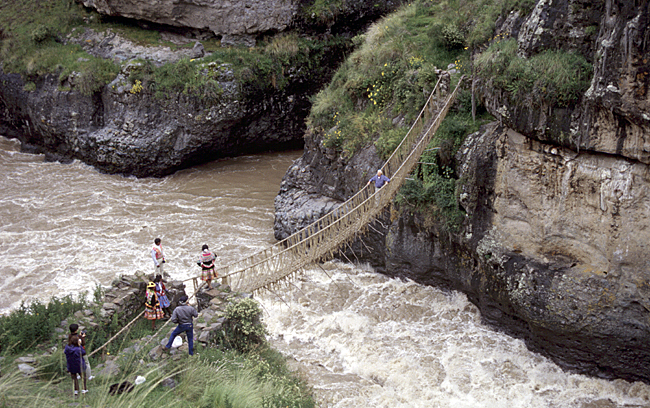
Utilizzo del ponte durante la stagione delle piogge